# قفل آل زيمة (سيئون)
'

تعديل مصدري - تعديل

قفل ال زيمة هي إحدى قرى عزلة سيئون بمديرية سيئون التابعة لمحافظة حضرموت، بلغ تعداد سكانها 183 نسمة حسب تعداد اليمن لعام 2004.